# 萬綺雯
ジョーイ・メング（英語: Joey Meng、本名:萬綺雯、Meng Yee Man、1970年10月2日 - ）は、香港生まれの女優、モデルである。
香港出身。身長171cm、体重54kg。